# Neolitsea polycarpa
Neolitsea polycarpa är en lagerväxtart som beskrevs av H. Liu. Neolitsea polycarpa ingår i släktet Neolitsea och familjen lagerväxter. Inga underarter finns listade i Catalogue of Life.